# Fünfkampf-Weltmeisterschaft

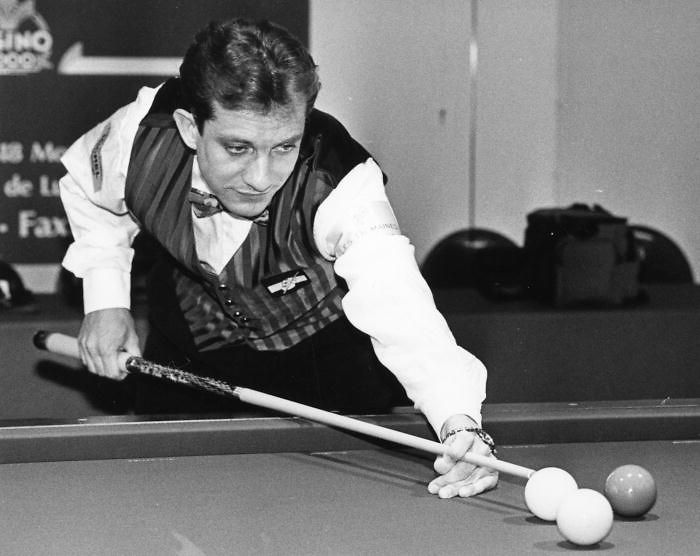
Letzter Titelträger: Fonsy Grethen

Die Fünfkampf-Weltmeisterschaft wurde von 1933 bis 2001 in der Karambolagevariante Fünfkampf (einem Mehrkampf mit den Disziplinen Freie Partie, Einband, Dreiband sowie zwei verschiedenen Cadrevarianten) ausgetragen. Ausgerichtet wurde sie bis 1954 von der UIFAB (Union Internationale des Federations d’Amateurs de Billard), danach vom heutigen Karambolage-Weltverband UMB (Union Mondiale de Billard). Diese Mehrkampfmeisterschaft wird international auch Pentathlon genannt.

## Geschichte
Das erste Turnier 1933 war zwar ein internationales Turnier, hatte aber keine offizielle Zulassung als „Weltmeisterschaft“ durch die UIFAB erhalten, die das erst Ende 1933 einstimmig tat und somit war die „erste offizielle WM“ erst 1934 in Brüssel proklamiert worden. Es war zum Teil ein wahres Mammutturnier. Zwischen 1954 und 1975 wurde es in allen Disziplinen auf maximale Distanz gespielt. Dabei trat jeder Akteur gegen jeden an. Das Turnier dauerte über eine Woche. Bis 1975 wurde in den Disziplinen Freie Partie, Cadre 47/2, Einband, Cadre 71/2 und Dreiband (in dieser Reihenfolge) gespielt. Von 1977 bis 1981 wurde die Disziplin Cadre 47/2 gegen Cadre 47/1 getauscht.

## Partiedistanzen
| Jahr      | Freie Partie | Cadre 47/2 (45/2) | Cadre 71/2 | Einband | Dreiband |
| --------- | ------------ | ----------------- | ---------- | ------- | -------- |
| 1933–1939 | 200          | 150               | 100        | 050     | 20       |
| 1954      | 500          | 400               | 300        | 150     | 50       |
| 1965–1975 | 500          | 400               | 300        | 200     | 60       |
| Jahr      | Freie Partie | Cadre 47/1        | Cadre 71/2 | Einband | Dreiband |
| 1977–1981 | 250          | 150               | 150        | 100     | 30       |
| Jahr      | Freie Partie | Cadre 47/2        | Cadre 71/2 | Einband | Dreiband |
| seit 2001 | 200          | 150               | 125        | 075     | 25       |

## Rekorde
Für jede Disziplin gibt es einen Koeffizienten, der zur Ermittlung des sog. Verhältnismäßigen Generaldurchschnittes (VGD) dient. Diese waren (Freie Partie / Kleincadre / Großcadre / Einband / Dreiband):
- Bis 1938: 1 / 1,5 / 4 / 10 / 50
- 1939–1954: 1 / 2 / 3 / 9 / 40
- Seit 1965: Die „portugiesische Tabelle“. Ein mathematisches Mittelwertkonstrukt, das sich zusammensetzt aus den vergangenen Spielergebnissen des jeweiligen Spielers. Es wurde 1972, im März 1977 und im Oktober 1977 dreimal angepasst und ist bis heute umstritten.

| Zeitraum      | VGD    | Name              | Jahr | Ort    |
| ------------- | ------ | ----------------- | ---- | ------ |
| 1933 bis 1939 | 035,72 | August Tiedtke    | 1938 | Köln   |
| 1954 bis 1975 | 438,36 | Raymond Ceulemans | 1972 | Gent   |
| 1977 bis 1981 | 195,63 | Raymond Ceulemans | 1977 | Deurne |
| 2001          | 119,78 | Fonsy Grethen     | 2001 | Wien   |

## Turnierstatistik
| Platzierungen | Platzierungen | Platzierungen     | Platzierungen          | Platzierungen | Platzierungen     | Platzierungen | Platzierungen          | Platzierungen |
| Nr.           | Jahr          | Ort               | Sieger                 | VGD           | Platz 2           | VGD           | Platz 3                | VGD           |
| ------------- | ------------- | ----------------- | ---------------------- | ------------- | ----------------- | ------------- | ---------------------- | ------------- |
| 0             | 1933          | Vichy             | Jacques Davin          | 033,46        | Gustave van Belle | 032,99        | Jean de Gasparin       | 023,65        |
| 01            | 1934          | Brüssel           | Gaston de Doncker      | 026,62        | Jean Albert       | 030,17        | Charles Baltus         | 026,22        |
| 02            | 1935          | Wien              | Gustave van Belle      | 032,45        | Jean Albert       | 033,78        | Ernst Reicher          | 029,62        |
| 03            | 1936/1        | Malo-les-Bains    | Jan Sweering           | 030,42        | Gaston de Doncker | 025,18        | Gerd Thielens          | 025,91        |
| 04            | 1936/2        | Algier            | August Tiedtke         | 034,07        | Jacques Davin     | 030,68        | Alfredo Ferraz         | 029,80        |
| 05            | 1938          | Köln              | Jean Albert            | 032,50        | Jan Sweering      | 032,62        | Constant Côte          | 032,16        |
| 06            | 1939          | Aachen            | Walter Lütgehetmann    | 026,71        | Constant Côte     | 028,17        | Jean Galmiche          | 022,35        |
| 07            | 1954          | Buenos Aires      | Pedro Leopoldo Carrera | 051,94        | Enrique Navarra   | 040,50        | René Vingerhoedt       | 043,14        |
| 08            | 1965          | Antwerpen         | Raymond Ceulemans      | 378,65        | Antoine Schrauwen | 189,19        | Henk Scholte           | 208,53        |
| 09            | 1969          | Berlin            | Ludo Dielis            | 212,47        | Raymond Ceulemans | 344,61        | Dieter Müller          | 148,23        |
| 10            | 1972          | Gent              | Raymond Ceulemans      | 438,36        | Ludo Dielis       | 263,51        | Hans Vultink           | 129,40        |
| 11            | 1974          | Nizza             | Raymond Ceulemans      | 233,47        | Roland Dufetelle  | 101,22        | Francis Connesson      | 120,32        |
| 12            | 1975          | Gent              | Raymond Ceulemans      | 358,92        | Ludo Dielis       | 297,02        | Dieter Müller          | 170,19        |
| 13            | 1977/1        | Deurne            | Dieter Müller          | 113,87        | Raymond Ceulemans | 195,63        | Ludo Dielis            | 144,01        |
| 14            | 1977/2        | Santiago de Chile | Dieter Müller          | 105,30        | Ludo Dielis       | 116,69        | Nobuaki Kobayashi      | 089,05        |
| 15            | 1981          | Maastricht        | Ludo Dielis            | 165,24        | Jos Bongers       | 136,34        | Christ van der Smissen | 162,00        |
| 16            | 2001          | Wien              | Fonsy Grethen          | 119,78        | Martin Horn       | 090,33        | Dave Christiani        | 077,68        |

## Medaillenspiegel
| Platz | Name                   | Gold | Silber | Bronze | Erste- Teilnahme | Ort               |
| ----- | ---------------------- | ---- | ------ | ------ | ---------------- | ----------------- |
| 01.   | Raymond Ceulemans      | 4    | 2      | 0      | 1965             | Antwerpen         |
| 02.   | Ludo Dielis            | 2    | 3      | 1      | 1969             | Berlin            |
| 03.   | Dieter Müller          | 2    | 0      | 2      | 1969             | Berlin            |
| 04.   | Jean Albert            | 1    | 2      | 0      | 1934             | Brüssel           |
| 05.   | Gaston de Doncker      | 1    | 1      | 0      | 1934             | Brüssel           |
|       | Jan Sweering           | 1    | 1      | 0      | 1934             | Brüssel           |
| 07.   | Gustave van Belle      | 1    | 0      | 0      | 1935             | Wien              |
|       | August Tiedtke         | 1    | 0      | 0      | 1936/2           | Algier            |
|       | Walter Lütgehetmann    | 1    | 0      | 0      | 1939             | Aachen            |
|       | Pedro Leopoldo Carrera | 1    | 0      | 0      | 1954             | Buenos Aires      |
|       | Fonsy Grethen          | 1    | 0      | 0      | 2001             | Wien              |
| 12.   | Constant Côte          | 0    | 1      | 1      | 1938             | Köln              |
| 13.   | Jacques Davin          | 0    | 1      | 0      | 1934             | Brüssel           |
|       | Enrique Navarra        | 0    | 1      | 0      | 1954             | Buenos Aires      |
|       | Antoine Schrauwen      | 0    | 1      | 0      | 1965             | Antwerpen         |
|       | Roland Dufetelle       | 0    | 1      | 0      | 1972             | Gent              |
|       | Jos Bongers            | 0    | 1      | 0      | 1981             | Maastricht        |
|       | Martin Horn            | 0    | 1      | 0      | 2001             | Wien              |
| 19.   | Charles Baltus         | 0    | 0      | 1      | 1934             | Brüssel           |
|       | Ernst Reicher          | 0    | 0      | 1      | 1935             | Wien              |
|       | Gerd Thielens          | 0    | 0      | 1      | 1936/1           | Malo-les-Bains    |
|       | Alfredo Ferraz         | 0    | 0      | 1      | 1936/2           | Algier            |
|       | Jean Galmiche          | 0    | 0      | 1      | 1936/1           | Malo-les-Bains    |
|       | René Vingerhoedt       | 0    | 0      | 1      | 1954             | Buenos Aires      |
|       | Henk Scholte           | 0    | 0      | 1      | 1965             | Antwerpen         |
|       | Hans Vultink           | 0    | 0      | 1      | 1972             | Gent              |
|       | Francis Connesson      | 0    | 0      | 1      | 1974             | Nizza             |
|       | Nobuaki Kobayashi      | 0    | 0      | 1      | 1977/2           | Santiago de Chile |
|       | Christ van der Smissen | 0    | 0      | 1      | 1981             | Maastricht        |
|       | Dave Christiani        | 0    | 0      | 1      | 2001             | Wien              |

| Platz | Name        | Gold | Silber | Bronze |
| ----- | ----------- | ---- | ------ | ------ |
| 01.   | Belgien     | 8    | 8      | 3      |
| 02.   | Deutschland | 4    | 1      | 3      |
| 03.   | Frankreich  | 1    | 4      | 3      |
| 04.   | Niederlande | 1    | 2      | 4      |
| 05.   | Argentinien | 1    | 1      | 0      |
| 06.   | Luxemburg   | 1    | 0      | 0      |
| 07.   | Österreich  | 0    | 0      | 1      |
|       | Portugal    | 0    | 0      | 1      |
|       | Japan       | 0    | 0      | 1      |